# Himalajakauz
Der Himalajakauz  (Strix nivicolum, Syn.: Strix nivicola) auch Himalaya-Waldkauz ist eine Art aus der Familie der Eigentlichen Eulen (Strigidae). In älterer Literatur wird er noch als Unterart des Waldkauzes geführt. In jüngerer Literatur wird ihm ein eigener Artstatus zuerkannt. Er kommt in drei Unterarten ausschließlich in Südostasien vor. In seinem Erscheinungsbild ähnelt er dem auch in Mitteleuropa vorkommenden Waldkauz. Allerdings ist er etwas gröber gezeichnet als diese Art. Exakte Bestandsdaten liegen für den Himalajakauz nicht vor; er gilt aber als verhältnismäßig häufig.

## Merkmale
Mit einer Körpergröße von etwa 33 bis 40 Zentimetern bei einem Gewicht von 375 bis 392 g ist der Himalajakauz innerhalb seiner Gattung eine mittelgroße Art. Federohren fehlen. Die Körperoberseite ist dunkelbraun mit weißen Flecken. Dunkle Längsstreifen fehlen. Die Körperunterseite ist weißlich bis blass rotbraun mit sehr breiten, schwarzen Längsstreifen und diffusen Querstreifen.
Verwechslungsmöglichkeiten bestehen vor allem mit dem Waldkauz. Dessen Körperoberseite ist jedoch auffällig dunkel gestreift. Der Bergkauz ist erheblich größer und weist einen auffallenden blassen, dunkel gezonten Gesichtsschleier auf.

### Lautäußerungen
Der typische Ruf des Himalajakauzes ist ein doppeltes Huhu, das mit einer Pause von einigen Sekunden wiederholt wird. Dieser Ruf unterscheidet sich deutlich vom wohlbekannten Ruf Huh-Huhuhu-Huuuh des nahe verwandten Waldkauzes.

## Verbreitungsgebiet
Das Verbreitungsgebiet des Himalajakauzes erstreckt sich im Himalayagebiet von Himachal Pradesh bis nach Nepal und den Südosten von Tibet sowie den Osten von China und Taiwan. In südlicher Verbreitungsrichtung kommt er im Norden Indiens, im Süden von Assam, im Nordwesten von Burma und im Norden Vietnams vor. Es gibt auch Sichtungen aus dem Nordosten von Pakistan; diese gelten jedoch noch nicht als hinreichend belegt.
Der Himalajakauz ist grundsätzlich ein Standvogel. Er besiedelt Nadelwälder und baumbestandene Felsenschluchten in Höhenlagen zwischen 1.000 und 2.650 Metern über NN.

## Lebensweise
Der Himalajakauz ist eine dämmerungs- und nachtaktive Eulenart. Er übertagt in Bäumen. Zu seinem Nahrungsspektrum zählen große Insekten wie beispielsweise Käfer, kleine Säugetiere und Kleinvögel.
Die Fortpflanzungszeit beginnt mit der Balz im tiefen Winter und setzt sich bis in den April fort. Er nistet in Baumhöhlen oder Felsspalten. Die Fortpflanzungsbiologie ist ansonsten nur sehr unzureichend untersucht. Vermutlich weist sie große Ähnlichkeit mit der des Waldkauzes auf.

## Systematik
Es werden drei Unterarten angegeben:
| Unterart        | Erstbeschreibung durch | Verbreitungsgebiet                                                 |
| --------------- | ---------------------- | ------------------------------------------------------------------ |
| S. n. nivicolum | (Blyth), 1845          | Nordöstliches Indien, Nepal bis Südostchina, Nordburma und Vietnam |
| S. n. ma        | (H. L. Clark), 1907    | Nordöstliches China und Korea                                      |
| S. n. yamadae   | Yamashina, 1936        | Taiwan                                                             |

## Belege

### Einzelbelege
1. 1 2   König et al., S. 364
2. 1 2   König et al., S. 363
3. 1 2 3  Handbook of the Birds of the World Alive, Strix nivicolum  (Online, abgerufen am 1. März 2016)
4. ↑  Strix nivicolum. BirdLife International, abgerufen am 25. Februar 2016 (englisch).